# Аріян Комазець
Аріян Комазець  (хорв. Arijan Komazec, *23 січня 1970, м. Задар, СФРЮ) — хорватський баскетболіст, олімпійський медаліст.

## Виступи на Олімпіадах
| Олімпіада      | Дисципліна | Місце |
| -------------- | ---------- | ----- |
| Барселона 1992 | баскетбол  | 2     |
| Атланта 1996   | баскетбол  | 7     |